# Amílcar Figueroa
Amílcar Jesús Figueroa Salazar es un historiador, antiguo guerrillero, político venezolano, miembro del Buró Político-Regional Caracas del Partido Socialista Unido de Venezuela.

## Carrera
Fue presidente alterno del Parlamento Latinoamericano de 2006 a 2008 y diputado al Parlamento Latinoamericano elegido para el período 2006 a 2011. Fue Vicepresidente de la Comisión de Asuntos Políticos, Municipales y de la Integración. El 2 de diciembre de 2009 fue detenido en el aeropuerto Internacional de Tocumen, en Panamá por una orden judicial emanada en 1989. El 7 de diciembre de 2009, un juez de Bogotá dictó orden de captura en 2009 contra Amílcar Figueroa, bajo los cargos concierto para delinquir con fines de secuestro, financiación de terrorismo y entrenamiento de grupos ilegales, al apoyar a las Fuerzas Armadas Revolucionarias de Colombia.